# Bembidion sculpturatum
Bembidion sculpturatum är en skalbaggsart som beskrevs av Victor Ivanovitsch Motschulsky. Bembidion sculpturatum ingår i släktet Bembidion och familjen jordlöpare. Inga underarter finns listade i Catalogue of Life.

## Bildgalleri

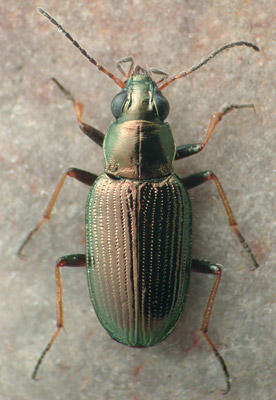